# Rika De Backer
Hendrika Maria Rosa (Rika) De Backer-Van Ocken (Antwerpen, 1 februari 1923 – Weert, 5 mei 2002) was een Belgisch politica voor de CVP. Ze was onder meer senator en minister.

## Levensloop
Ze doorliep van 1934 tot 1940 de Latijn-Griekse humaniora aan de Sint-Ludgardisschool in Antwerpen. In 1944 promoveerde ze tot licentiaat moderne geschiedenis aan de Katholieke Universiteit Leuven. Tevens behaalde ze er in 1945 het baccalaureaat thomistische wijsbegeerte en in 1950 de kandidatuur in de rechten.
Ze werkte van 1944 tot 1972 bij de Katholieke Arbeiders Vrouwengilden. Voor deze organisatie reisde ze het land door om het vrouwenstemrecht te propageren en ijverde ze vanaf 1948 voor de actieve deelname van vrouwen aan de politiek.
In 1968 werd De Backer lid van de CVP: van 1970 tot 1983 was ondervoorzitter en vanaf 1983 voorzitster van de CVP-afdeling van de stad Antwerpen. Ook was ze van 1977 tot 1982 gemeenteraadslid van Antwerpen. In maart 1971 werd ze als provinciaal senator voor Antwerpen lid van de Senaat. Ze volgde de overleden Victor Leemans op. De Backer bleef provinciaal senator tot in 1974 en was vervolgens van 1974 tot 1984 rechtstreeks gekozen senator voor het arrondissement Antwerpen. In de periode december 1971-oktober 1980 zetelde ze als gevolg van het toen bestaande dubbelmandaat ook in de Cultuurraad voor de Nederlandse Cultuurgemeenschap, die op 7 december 1971 werd geïnstalleerd. Vanaf 21 oktober 1980 tot juli 1984 was ze lid van de Vlaamse Raad, de opvolger van de Cultuurraad en de voorloper van het huidige Vlaams Parlement.
Ze richtte zich als parlementslid voornamelijk op vrouwenaangelegenheden en cultuur. Zo ijverde ze onder meer voor de afschaffing van het verbod op voorbehoedsmiddelen en had ze een actieve inbreng in het abortusdebat. Tevens was ze de verslaggeefster voor het opstellen van de Cultuurpactwet.
In de periode december 1971-oktober 1980 zetelde ze als gevolg van het toen bestaande dubbelmandaat ook in de Cultuurraad voor de Nederlandse Cultuurgemeenschap, die op 7 december 1971 werd geïnstalleerd. Vanaf 21 oktober 1980 tot juli 1984 was ze lid van de Vlaamse Raad, de opvolger van de Cultuurraad en de voorloper van het huidige Vlaams Parlement.
In 1974 werd De Backer-Van Ocken minister van Nederlandse Cultuur en Vlaamse Zaken in de Regering-Tindemans I en meteen ook eerste voorzitster van het ministerieel comité voor Vlaamse aangelegenheden, een functie die de voorloper was van de huidige minister-president van Vlaanderen. Ze bekleedde deze functie, met wisselende titulatuur, tot 1980. Bij de oprichting van de gemeenschaps- en gewestregeringen in 1979 werd Rika De Backer minister van Nederlandse gemeenschapszaken. Ze bleef ook het cultuurdepartement beheren. Van 1980 tot 1981 was ze staatssecretaris voor de Vlaamse Gemeenschap. Vanuit haar hoedanigheid als minister van Nederlandse cultuur was ze initiatiefneemster van het Vlaams Cultureel Centrum De Brakke Grond.
Als Vlaams minister voerde De Backer-Van Ocken in 1978 het bibliotheekdecreet in, daarmee ingaand tegen velen in haar eigen partij. Haar decreet luidde het einde in van het op vrijwilligerswerk gestoelde katholiek bibliotheekwezen in Vlaanderen, dat vanaf de jaren 1920 onder meer door de bezieling van priester Joris Baers was opgebouwd. In 1981 kreeg ze felle tegenkanting van de Socialistische Cultuurcentrales (CSD), deze beschuldigden haar ervan katholieke organisaties financieel voor te trekken.
Na haar regeringswerk bleef ze senator tot 1984, vervolgens werd ze van 1984 tot 1989 Europees Parlementslid. Tijdens deze periode was ze een tijdlang penningmeester van de Europese Volkspartij (EVP). In het Europees Parlement was ze lid en coördinatrice van de commissie voor ontwikkelingssamenwerking en lid en coördinatrice van de Vrouwencommissie. In 1989 verliet ze de politiek. Wel bleef De Backer actief in de culturele sector; zo was ze onder meer voorzitster van de raad van bestuur van Paleis voor Schone Kunsten en de Koninklijke Muntschouwburg.
Zij was gehuwd met de arts, filosoof en auteur Herman De Backer (1924-2009), die onder meer geschiedenis van de geneeskunde doceerde in Leuven. Tevens was hij de bezieler van de Volkshogeschool Katholieke Vlaamse Hogeschooluitbreiding (KVHU). Samen hadden ze zeven kinderen.
Ze overleed ten gevolge van leverkanker. De afscheidsplechtigheid vond plaats in de Onze-Lieve-Vrouwekathedraal van Antwerpen. Haar laatste rustplek bevindt zich op het erepark van het kerkhof Schoonselhof.

## Bibliografie

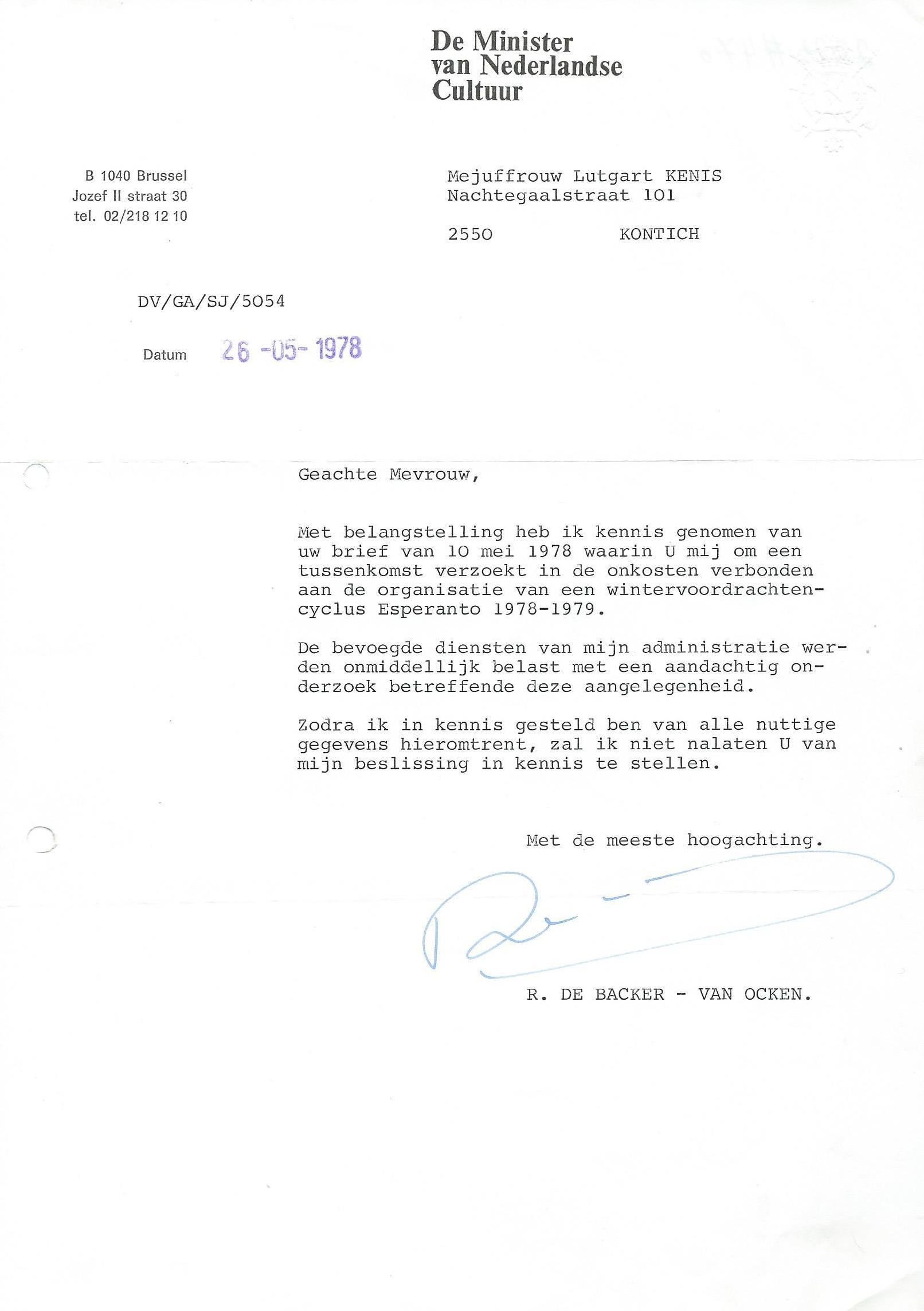
Administratief briefje met handtekening van Rika De Backer, 1978.